# Putifarre

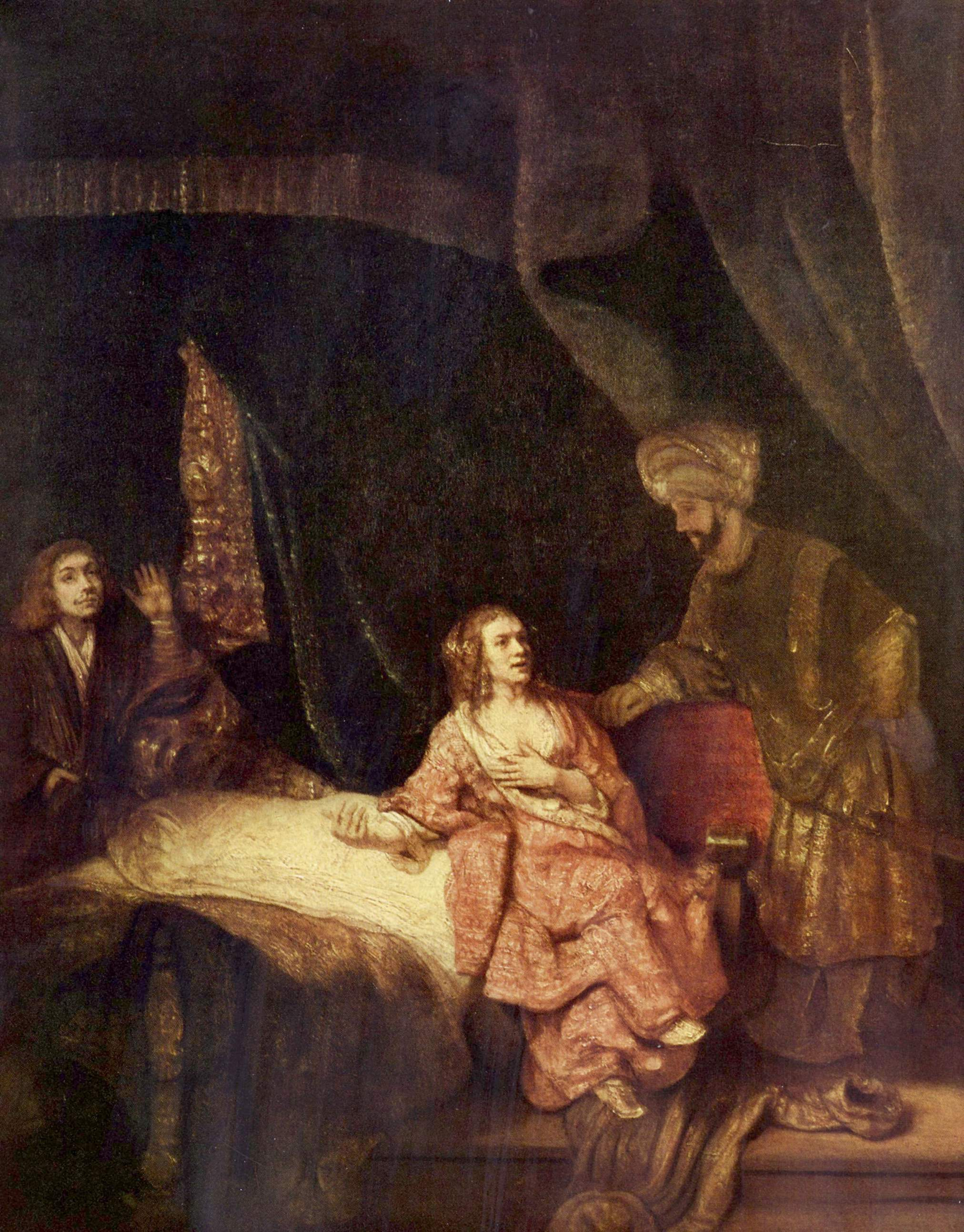
Putifarre e sua moglie, di Rembrandt.

Potifar (ebraico: פּוֹטִיפַר / פּוֹטִיפָר, egiziano antico: Ptah-wer;  "Ptah è grande"), detto anche Putifarre, è un personaggio della storia di Giuseppe, narrata nel libro della Genesi 39,1-20.

## Biografia
Giuseppe, venduto dai fratelli come schiavo, venne portato in Egitto e acquistato da Potifar, flabellifero e capo delle guardie del faraone. Potifar, ammirando le capacità e l'onestà del giovane, decise di nominarlo prima suo servitore personale e, in seguito, maggiordomo e amministratore dei suoi averi.
Grazie all'accorta amministrazione di Giuseppe, la casa di Potifar divenne splendida per le ricchezze. La moglie del generale, avvinta dalla bellezza del giovane, puntò gli occhi su di lui e cercò di sedurlo, ma senza successo. Un giorno, mentre Potifar era assente, la moglie lo aggredì nuovamente perché voleva unirsi a lui, ma Giuseppe fuggì via e un lembo della sua veste rimase tra le mani della donna. Furente per il rifiuto dello schiavo, si vendicò calunniandolo davanti al marito; Potifar, credendo alle parole della moglie, lo fece imprigionare e condurre nelle prigioni del Faraone, dalle quali Giuseppe venne poi liberato per essere condotto alla presenza del sovrano dell'Egitto e interpretare il suo celebre sogno. 
La versione elohista della Genesi dice, invece, che Potifar era un sacerdote di On, la cui figlia si sposò poi con Giuseppe.
Il nome della moglie di Potifar non è menzionato nella Bibbia. Un commentario medioevale sulla Torah la denomina però "Zuleika", così come anche il Corano, che cambia invece il nome di Potifar in quello di Al-Aziz, probabilmente per sottolineare il potere politico del personaggio: Aziz significa infatti "potente".
Recenti studi vogliono collegare la figura di Potifar con quella di Ptahwer, un ufficiale di Amenhotep III, faraone della XVIII dinastia.

## In altri media
- Potifar è uno dei personaggi principali di Giuseppe in Egitto, terzo romanzo della tetralogia Giuseppe e i suoi fratelli, opera dello scrittore tedesco Thomas Mann.

- Potifar è presente anche nel film d'animazione Giuseppe - Il re dei sogni.